# مقاطعة ميدلسيكس (ماساتشوستس)

موقع مقاطعة ميدلسيكس في ولاية ماساشوستس باللون الأحمر الغامق

مقاطعة ميدلسيكس (بالإنجليزية: Middlesex County)‏ هي إحدى مقاطعات ولاية ماساشوستس وتعد مقاطعة ميدلسكس الأكثر اكتظاظا بالسكان في ولايات نيوانغلند يبلغ عدد سكان مقاطعة ميدلسكس حوالي 1482478 نسمة حسب إحصائيات سنة 2008 وتعد مدينة كامبردج من أكبر مدن المقاطعة.

## جغرافية المقاطعة
تبلغ مساحة مقاطعة ميدلسكس حوالي 2195 كيلومترا مربعا (848 ميل مربع) منها 2133 كلم مربع (823 ميل مربع) في اليابسة و 63 كلم مربع (24 ميل مربع) في الماء أي مايعادل 2.84% من مساحة المقاطعة. يحد مقاطعة ميدلسكس مقاطعة هيلزبورو في ولاية نيوهامشير من جهة الشمال ومقاطعة إسكس من جهة الشمال الشرقي ومقاطعة مقاطعة سوفولك من جهة الجنوب الشرقي وتحدها مقاطعة نورفولك (ماساشوستس) جهة الجنوب وتحدها مقاطعة وورسستر (ماساشوستس) من جهة الغرب.

## أعلام
- سيرز كوك ووكر
- كورنيليوس كوليدغ
- نورمان رامسي
- جورج لورينغ براون
- إليزابيث بيبودي
- إدوين فريزر
- جون غاريسون
- آرثر بليس سايمور
- لويس فيلاسكيز